# Kalidium cuspidatum
Kalidium cuspidatum là loài thực vật có hoa thuộc họ Dền. Loài này được (Ung.-Sternb.) Grubov mô tả khoa học đầu tiên năm 1959.